# Oligoclada waikinimae
Oligoclada waikinimae är en trollsländeart som beskrevs av De Marmels 1992. Oligoclada waikinimae ingår i släktet Oligoclada och familjen segeltrollsländor. Inga underarter finns listade i Catalogue of Life.